# Northrop T-38 Talon
O Northrop T-38 Talon é um avião supersónico de treinamento avançado. Tendo sido o primeiro avião de treino supersônico em todo o mundo e o primeiro da Força Aérea Portuguesa a ter capacidade supersónica. É ainda o mais fabricado (na sua categoria) e continua em 2010 ao serviço de várias Forças Armadas do mundo.
A sua construção deriva do antigo projeto N-156 da Northrop que visava a produção de um caça ligeiro de baixo custo e multifuncional, dando origem ao F-5A Freedom Fighter. Na época a USAF não tinha necessidade de um caça deste tipo, no entanto mostrou interesse no projecto para substituição do T-33 Shooting Star  na função de treino avançado.
Foram construídos 3 protótipos, designados YT-38,
voando o primeiro, pela primeira vez em 10 de março de 1959. Foi rapidamente aceite e os primeiros exemplares entregues em 1961, entrando ao serviço em 17 de Março desse ano. Desde então foram construídas 1 187 unidades até 1972 quando terminou a sua produção.
Em 2001 começaram a ser recebidos pela AETC (comando de treino da USAF)a versão T-38C ao abrigo de um programa de upgrade de aviônicos e modernização do sistema propulsor e respectiva célula que prevê o prolongamento da sua vida útil até ao ano 2020.

## Emprego na Força Aérea Portuguesa

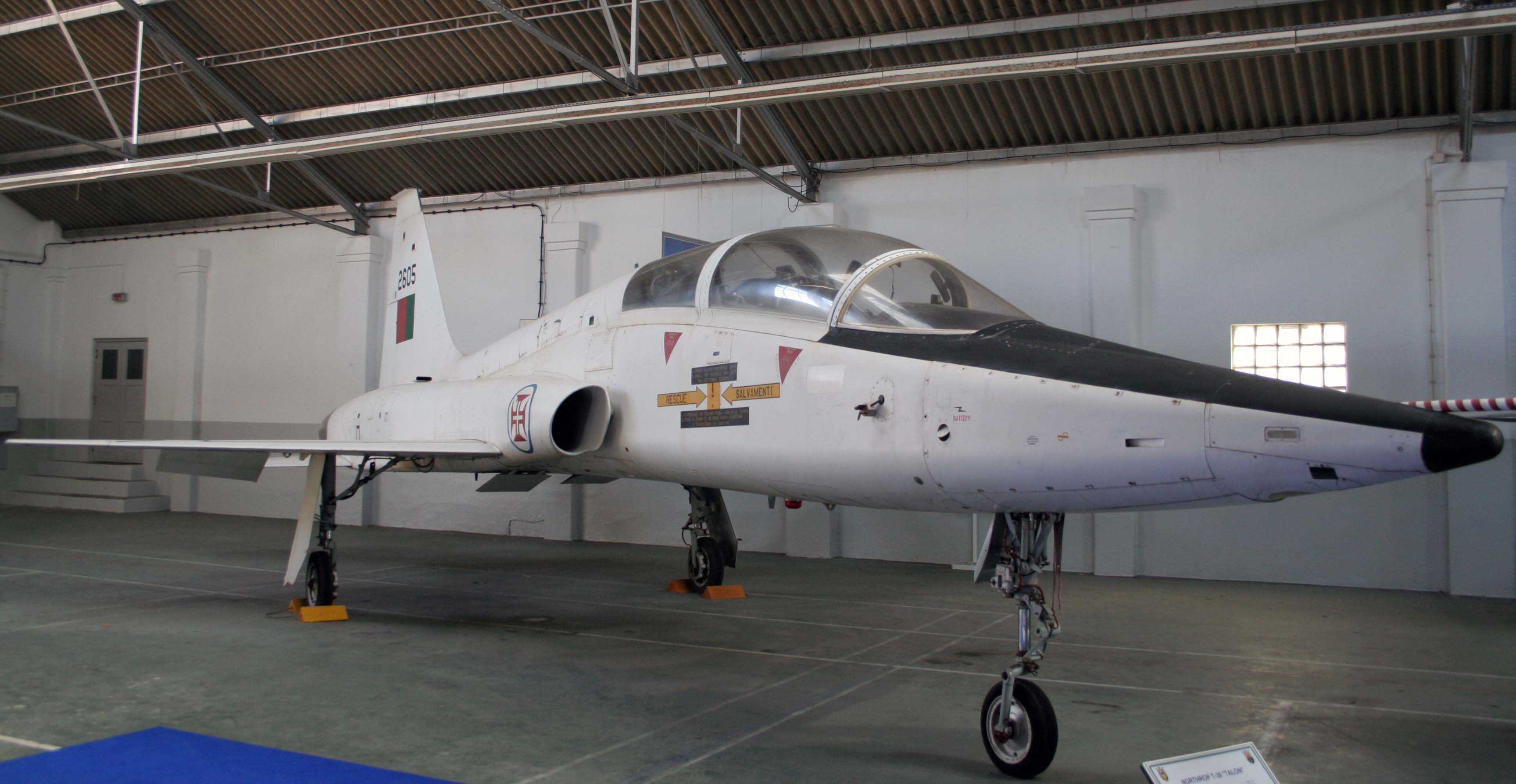
Um T-38 da Força Aérea Portuguesa

Foram adquiridas 12 aeronaves. Entraram ao serviço em 1977 e foram abatidas ao efectivo em 1993.
Com o abate dos F-86 Sabre, os T-38 foram colocados na Esquadra 103 na Base Aérea Nº 5.
Em janeiro de 1987, a Esquadra foi transferida para a Base Aérea Nº 11, onde se mantiveram até ao seu abate ao efectivo da FAP.
Em 1990 começaram a ser utilizados no Curso de Introdução Operacional com vista ao aperfeiçoamento dos pilotos aeronave que eram destinados às esquadras de combate.